# Ponte Costanzo
Il ponte Costanzo (o viadotto Irminio) è un ponte stradale facente parte della strada statale 115 Sud Occidentale Sicula (in questo tratto parte della strada europea E45).

## Descrizione
Il ponte passa sulla valle del fiume Irminio tra le città di Ragusa e Modica. È composto da una serie di pilastri in calcestruzzo e campate traverse in acciaio. La lunghezza complessiva della struttura è di 956 metri mentre la luce maggiore arriva a circa 180 metri. I lavori per la costruzione iniziarono nel 1975 e si conclusero nell'estate del 1984. Progettato dall'ing. Riccardo Morandi fu costruito dalla ditta Fratelli Costanzo S.p.A. e costò più di 20 miliardi di lire. Al momento della sua inaugurazione era il ponte più alto d'Italia.
Tuttora il ponte Costanzo con i suoi 168 m d'altezza è uno dei ponti più alti d'Europa.